# 聖約瑟夫鎮區 (明尼蘇達州基特遜縣)
聖約瑟夫鎮區（英語：St. Joseph Township）是位於美國明尼蘇達州基特遜縣的一個行政鎮區。

## 歷史
聖文森特鎮區於1901年設立，得名自聖若瑟。

## 地方資料
聖約瑟夫鎮區的面積為116.73平方千米，當中陸地面積為116.41平方千米，而水域面積為0.31平方千米。根據2020年美國人口普查的數據，當地共有人口32人，而人口密度為每平方千米0.27人。